# Mirko Cvenić
Mirko Cvenić (Valpovo, 28. lipnja 1925. – Valpovo, 20. listopada 2005.) enigmatičar

## Enigmatika
S enigmatikom je drugovao od mladosti. Prvu zagonetku objavio je u osječkoj "Zagonetki" 1953. godine. Ukupno je objavio stotinjak  križaljki, premetaljki i čarobnih likova. Surađivao je u osječkim enigmatskim listovima Zagonetki i Rebusu, izdanjima bjelovarskog EU "Čvora" i zagrebačkom Vikendu. Sudionik je susreta zagonetača u Vinkovcima 1969. i 1970. godine. Neke je sastavke potpisivao pseudonimom Karašica.

## Odgonetaštvo
U enigmatskim krugovima upamćen je, ne samo kao autor zagonetaka, nego i kao vrstan i uporan odgonetač i kao osvjedočeni ljubitelj zagonetaštva. Spadao je među one odgonetače koji kupuju sve moguće listove i časopise koji objavljuju bilo kakve nagradne natječaje, slušaju i gledaju radijske i TV-emisije s nagradnim igrama za slušatelje i gledatelje (čak i one stranih radio-postaja) i neumorno šalju kupone na svoje i na imena svojih rođaka i prijatelja. Zato nije ni čudno da je dobio mnoštvo najraznovrsnijih nagrada, od kojih je najvrednija četrnaestodnevni boravak u splitskom hotelu "Lav".

## Primjer zagonetaka
```
ZAGONETNI NATPIS

Od Imre Cvenića, Valpovo

----------------------------------

MILA BANISTER

Gdje je naša Mila
ovih dana bila?
----------------------------------
Objavljeno u: "Zagonetka" (Osijek), broj 11, 13. ožujka 1954.

Odgonetka: 
Beli Manastir
```